# Hermann Friedrich Röhrberg
Hermann Friedrich Fjodor Iwanowitsch Röhrberg (russisch Фёдор Иванович Рерберг; * 21. Novemberjul. / 2. Dezember 1791greg. in Reval, Gouvernement Estland; † 5. Maijul. / 17. Mai 1871greg. in St. Petersburg) war ein russischer Verkehrsingenieur.

## Leben
Röhrbergs Eltern waren der deutsch-baltische  Hafenmeister in Baltischport Johann Röhrberg und seine Frau Agneta Elisabeth, geb. Lorentzen. Nach dem Gymnasiumsabschluss 1806 in Reval kam Röhrberg nach St. Petersburg und begann das Studium an der Schiffstechnik-Schule. Als im Oktober 1810 das Institut des Verkehrsingenieur-Korps eröffnet wurde, wechselte er dorthin und schloss das Studium mit ausgezeichneten Erfolgen in den Wissenschaften im Juni 1811 als Praporschtschik ab. 1812 begann er bereits als Podporutschik den aktiven Dienst im Institut als Lehrer der Höheren Mathematischen Wissenschaften mit Beförderung zum Porutschik am Ende des Jahres.

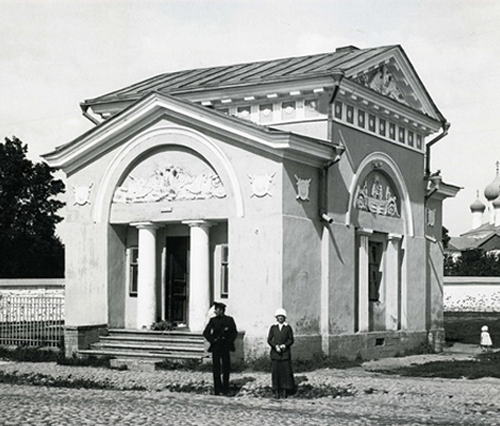
Gardekorps-Wache (1912) am St. Petersburger Tor in Nowgorod (Röhrbergs Projekt)

Im Juni 1815 wurde er nach Odessa geschickt, um Häfen am Schwarzen Meer aufzubauen. Er führte das Hafen-Projekt in Taganrog durch und beteiligte sich an der Prospektion für eine Verbindung von Wolga und Don. Im März 1817 kehrte er nach St. Petersburg zurück. Er wurde Alexandre Fabre zugeordnet, der die Chausseen zwischen den Hauptstädten St. Petersburg und Moskau baute, und projektierte alle Brücken zwischen Nowgorod und St. Petersburg. 1818 baute er im Gouvernement Nowgorod Kirchen, Reithallen, Krankenhäuser, Kasernen und andere Gebäude am Wolchow für die Streitkräfte. Die Beförderung zum Oberstleutnant erfolgte 1821. Krankheitshalber ließ er sich 1825 als Oberst beurlauben.
Bald kehrte Röhrberg in den aktiven Dienst zurück und wurde Mitglied der Baukommission beim Moskauer Vormundschaftsrat. 1827 wurde er Direktor der Arbeiten des Generalstabs der Militärsiedlungen. Generalmajor wurde er 1830. Zusätzlich wurde er 1834 Mitglied des Komitees für den Aufbau der Telegrafenlinie zwischen St. Petersburg und Warschau. Er wurde 1844 in die Technische Kommission des Eisenbahn-Departements, das Komitee für den Bau einer ständigen Brücke über die Newa in St. Petersburg (Nikolaus-Brücke), das Komitee für die Erstellung einer Bauordnung und den Rat der Verkehrshauptverwaltung berufen. Nach der Beförderung zum Generalleutnant 1847 wurde er 1848 Mitglied des Komitees für die Erstellung eines Plans der Wasser- und Landverbindungen im Reich.
Ab Januar 1859 war Röhrberg Senator. Er blieb Mitglied des Rats der Hauptverwaltung und des späteren Ministeriums für Eisenbahnen und öffentliche Bauten. 1862 wurde er Ingenieur-General des Verkehrsingenieur-Korps.
Röhrbergs erste Frau Julie war 1824 gestorben. Er war in 2. Ehe mit Elisabeth Bogdanowna Tannenberg (1797–1875) verheiratet. Ihre bekanntesten Kinder waren Johann Gottlieb (Iwan) (1831–1917), der Eisenbahn-Ingenieur wurde und mit Jan Ignacy Kenig Brücken projektierte, und Peter (Pjotr) Röhrberg (Rerberg) (1835–1912), der auch Ingenieur-General wurde.
Röhrberg starb am 17. Mai 1871 in St. Petersburg und wurde auf dem Wolkowo-Friedhof im lutherischen Teil begraben.

## Ehrungen, Preise
- Orden des Heiligen Wladimir IV. Klasse (1814), II. Klasse (1839)
- Sankt-Stanislaus-Orden I. Klasse (1835)
- Russischer Orden der Heiligen Anna I. Klasse (1837)
- Kaiserlich-Königlicher Orden vom Weißen Adler (1850)